# Dos quijotes sobre ruedas
Dos quijotes sobre ruedas es una película de Argentina filmada en colores dirigida por Emilio Vieyra según el guion de Abel Santa Cruz que se estrenó el 16 de junio de 1966 y que tuvo como protagonistas a Jorge Sobral, Julio Aldama, Susy Leiva y Alejandro Anderson. La coreografía estuvo a cargo de Olga Frances y Emilio Buis.

## Sinopsis
Las aventuras que viven dos camioneros (uno argentino y otro mexicano) llevando a distintas personas y a un sospechoso baúl.

## Reparto
- Jorge Sobral
- Julio Aldama
- Susy Leiva
- Alejandro Anderson
- Ricardo Bauleo
- Calígula
- Carlos Carella
- Alfonso De Grazia
- Jorge de la Riestra
- Susana Latou
- Roberto Escalada
- Gloria Ferrandiz
- Beto Gianola
- Carlos Gómez
- Amadeo Novoa
- Javier Portales
- Alberto Olmedo
- Juan Carlos Lamas
- Susana Rubio
- Eduardo Muñoz
- Vicky Buchino
- Ulises Dumont
- Nelly Láinez
- Luis Orbegoso

## Comentarios
La Nación dijo:

”Comedia leve sin muchas pretensiones…Es justo reconocer que la simpatía y espontaneidad de Jorge Sobral y del mexicano Julio Aldama (especialmente el caso de este último) neutralizan en alguna medida esas deficiencias.”

Por su parte, Manrupe y Portela escriben:

”Comedia liviana cantada por partida doble y con muchas apariciones fugaces de gente conocida, entre las que se destaca por lo curiosa la de Alberto Olmedo.”